# 박세중가전고문서
박세중가전고문서(朴世重家傳古文書)은 대한민국 전북특별자치도 남원시에 있는, 밀양 박씨 무은공파 종중에서 보관하고 있는 것으로, 조선 중기에서 후기까지의 고문서이다. 1995년 6월 20일 전라북도의 유형문화재 제147호로 지정되었다.

## 같이 보기
- 풍양사

## 참고 자료
- 박세중가전고문서 - 국가유산청 국가유산포털